# Airmiles Cup
De Airmiles Cup is een voormalig zaalvoetbaltoernooi voor betaald voetbalverenigingen.
Het toernooi werd gespeeld in de winterstop van de reguliere competitie naar het voorbeeld van de Duitse DFB Hallen Pokal. Aan het toernooi namen ploegen uit de eredivisie, eerste divisie en buitenlandse invitatieteams deel. Het toernooi werd gespeeld in het Indoor Soccercentrum in Eindhoven.
De laatste editie heette Vacansoleil Indoor Cup.

## Winnaars
- 1997: N.E.C.
- 1999: PSV
- 2000: PSV

## Deelnemers

### 1997
Brøndby IF, MVV, N.E.C., Lommel SK, Steaua Boekarest, SBV Eindhoven, De Graafschap en RC Genk

### 1999
PSV, TSV 1860 München , Roda JC, SBV Eindhoven, RKC en MVV

### 2000
PSV, SBV Eindhoven, Dordrecht'90, MVV, Go Ahead Eagles en Roda JC